# بلانيي
بلانيي هي بلدية فرنسية تقع في إقليم الأردين في منطقة غراند إيست.   